# Pacto Perón-Frondizi

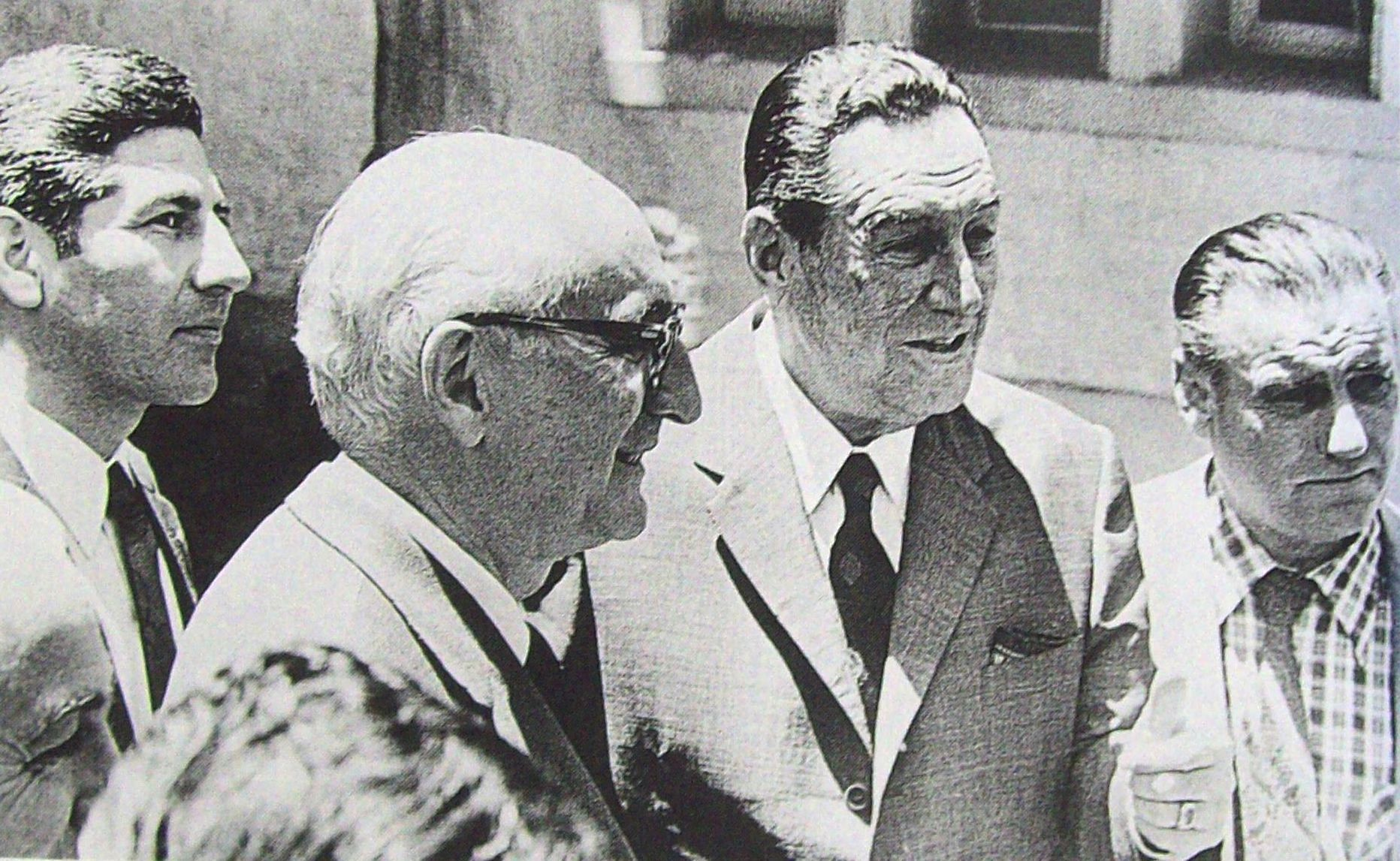
Juan Domingo Perón y Arturo Frondizi pasaron de ser opositores en la década de 1940 y parte de 1950, a ser aliados en las décadas de 1960 y 1970, integrando los mismos frentes electorales.

El pacto Perón-Frondizi se presume que fue un acuerdo para unir votos radicales y peronistas en las elecciones presidenciales de 1958, realizado en febrero de 1958 entre el radical Arturo Frondizi y Juan Domingo Perón. Frondizi ganó las elecciones con el voto peronista, pero mantuvo la prohibición del peronismo y no permitió que Perón regresara al país, razón por la cual el peronismo publicó el texto del pacto en 1959 y adoptó una posición abiertamente opositora sobre esto.

## Antecedentes
Tras el derrocamiento de Juan Domingo Perón, el expresidente tuvo un largo derrotero por Sudamérica hasta exiliarse finalmente en España, entre otros países, estuvo en Paraguay y Venezuela. Fue precisamente en Caracas, capital de Venezuela, donde fuera el escenario del pacto entre Arturo Frondizi y Perón. Pocos días después de la llegada de Rogelio Frigerio (enviado de Frondizi) a Caracas, se produjo el estallido y final abrupto del gobierno de Marcos Pérez Jiménez el 23 de enero de 1958.

## Principios del Pacto
Durante las elecciones de 1958, el Partido Justicialista se encontraba prohibido por el golpe militar auto-titulado Revolución Libertadora que había derrocado al gobierno de Juan Domingo Perón, se presume que entonces, durante el exilio en España, el asesor de Arturo Frondizi, Rogelio Frigerio fue a entrevistarse con Perón, y fue en contacto con John William Cooke (un delegado de Perón exiliado en Venezuela), Frigerio viajó con el objetivo de sellar el apoyo que Perón debía darle al candidato a la presidencia de la Nación, a Arturo Frondizi en las elecciones de 1958. Así el pacto se realizó a través de algunas reuniones, primero en Caracas en enero de 1958 y luego en Ciudad Trujillo en República Dominicana en marzo de 1958.

Así las cosas, a mediados de enero Rogelio Julio Frigerio -director de la revista Qué, vocero del pensamiento frondizista- logró el asentamiento de Perón para que sus fieles votaran al candidato intransigente, y en las primeras semanas de febrero, centenares de copias de la carta del líder justicialista circulaban por los canales sindicales, corroborando esta decisión. Fue el famoso "pacto", sobre cuyo trámite y verdaderos alcances existe una abundante y contradictoria literatura.
Félix Luna, 1983.

El Pacto consistió en que Perón llamaría por teléfono y ordenaría sus seguidores votar por Frondizi, y si este ganaba las elecciones, tendría que cumplir los catorce puntos de que constaba el pacto, comprometiéndose a volver a restaurar los sindicatos y la CGT, quitar aquellos decretos que prohibía que el peronismo se presentase en elecciones y reconocimiento de los bienes que Perón había dejado en el país.
El 22 de junio de 1959 Perón dio a conocer públicamente el texto del Pacto, suscripto con su propia firma, la de Frondizi, Cooke y Frigerio. Perón, Frigerio, y Cooke confirmaron el Pacto, mientras que Frondizi lo desmintió. Uno de los principales asesores de Frondizi, el español Ramón Prieto, quien había sido comisario político del Ejército Republicano en la guerra civil española, describió en detalle en su libro El Pacto (1963), su papel protagónico como representante de Frondizi en la celebración de acuerdo con Perón.

## Victoria

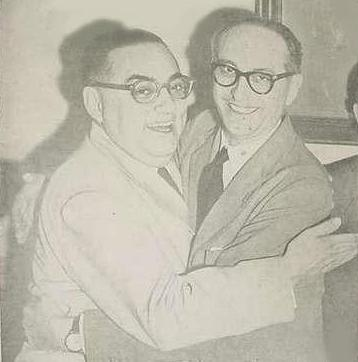
La fórmula victoriosa, Arturo Frondizi/Alejandro Gómez, seis meses después de que asumiera el gobierno, el vicepresidente renunció.

Así en las elecciones del 23 de febrero de 1958, la fórmula Arturo Frondizi/Alejandro Gómez triunfó con el 52,77% de los votos, bajo la Unión Cívica Radical Intransigente, contra la fórmula Ricardo Balbín/Santiago H. del Castillo con el 34,06% de votos, por el ala conservadora de la UCR, la Unión Cívica Radical del Pueblo, en tercer lugar figuró el voto en blanco, con un total de 836.658 (9,74%), una cifra relativamente alta que sería superada varias veces en años posteriores.

## Interpretación de Vitolo en la Cámara de Diputados
El 2 de junio de 1959 el ministro del Interior Alfredo Vítolo en conferencia de prensa exhibió una copia del documento y negó la autenticidad del pacto. Para tratar de poner fin a la discusión, se instó a llevar el tema  al seno de la Cámara de Diputados, Vítolo advirtió que no era la primera vez:

[No era la primera vez] que sale a relucir el supuesto pacto entre el entonces candidato a la presidencia y Perón [...] Se habla del pacto como de una acción siniestra. Tengo que decir a los señores diputados que antes de ahora, antes de la elección presidencial se denunció la existencia del pacto; y fue en aquella emergencia, antes de los comicios y no después, cuando el candidato y el partido fijaron con claridad su posición frente al electorado del país. [...] Declaro, en nombre del poder Ejecutivo, que el presente pacto concretado en el documento que se dio a conocer en copia fotográfica, es falso. Pregunté a los señores diputados dónde se habría redactado el documento, y se me dijo en Caracas. El estudio de la copia fotográfica señala, señor presidente, que este fraguado documento fue hecho con una máquina "Remington Rand" argentina.

Luego de esto la Cámara de Diputado votó la siguiente declaración:

1. Hacer suyo el informe rendido en la sesión de la fecha por el señor ministro del Interior en nombre del Poder Ejecutivo.
2. Declarar que la denuncia del falso pacto político atribuido al señor presidente de la Nación doctor Arturo Frondizi, con motivo de los comicios realizados el 23 de febrero de 1958, responde al plan subversivo concertado par alterar el orden constitucional de la República y frustrar el desarrollo económico argentino que transformará al país.

Pese a ello, la oposición siguió denunciando la existencia del pacto, por lo cual el Poder Ejecutivo resolvió que se le practicara a la copia del documento una pericia, con el fin de determinar la autenticidad de la firma de Frondizi en esa copia. El examen se vio entorpecido desde el inicio, puesto que en su momento no se encontró la copia original. Los peritos señalaron que no podía descartarse que en la copia hubiesen adosado las firmas por medio de fotografías de las mismas. Los peritos caligráficos terminaron por concluir con que la firma del Presidente: "no es similar o coincidente con la que usaba Frondizi en sus actos normales y que la extensión de la firma inclinaba a sostener juris tantum, que no pertenecía al entonces presidente de la Nación".

## Incumplimiento
Una vez en el poder, Frondizi tendría que cumplir con el pacto, el cual constaba de: volver a darle actividad a los sindicatos (los cuales habían sido intervenidos durante el gobierno de facto) y de quitar la proscripción del peronismo, básicamente.
Pero terminó cumpliendo solo con una parte del pacto: sancionó la ley n.º 14.455, la cual establecía un modelo sindical de libertad absoluta de creación de sindicatos por simple inscripción y atribución de la personería gremial, al más representativo de todos, con el fin de unificar la representación obrera ante los empleadores, el gobierno y las organizaciones internacionales.
Más tarde, Frondizi mandó al congreso y se sancionó exitosamente la ley de amnistía, aunque esta ley no le permitía al peronismo presentarse legalmente en elecciones, si le permitía usar sus emblemas e insignias, y también les permitía abrir unidades básicas y participar en ellas con absoluta libertad. Sin embargo, no había quitado la proscripción del peronismo (aún no se podían presentar en elecciones), por lo que empezaron a hacer movilizaciones en contra del gobierno de Frondizi, ya que este había cumplido parcialmente lo prometido, lo cual había sido un factor clave que le permitiera a Frondizi ganar las elecciones presidenciales de 1958.

## Texto
El 22 de junio de 1959, ante el incumplimiento de Frondizi, Perón ordenó publicar el texto completo del Pacto:

Con el fin de encontrar una salida a la actual situación de la República, promover la convivencia normal de los argentinos, poner fin a la política económica y social llevada a cabo a partir del 16 de setiembre de 1955, que ha significado un marcado sometimiento de la Nación y un progresivo empeoramiento de las condiciones del pueblo, el gral. Juan D. Perón y el Dr. Frondizi acuerdan el cumplimiento del siguiente plan político:

I. Al fijar su posición frente a la elección del 23 de febrero de 1958, el peronismo:
a) Declara que los partidos neoperonistas que desean pertenecer al Movimiento deben retirar sus candidatos; 
b) Ordenaría a los peronistas que hayan aceptado candidaturas que las renuncien, quedando, en caso contrario fuera del Movimiento; 
c) Frente al hecho concreto de la votación, dejará en libertad de acción a la masa peronista a fin de que sufrague en la forma que mejor exprese su repudio a la dictadura militar y a la política seguida por ella en todos los órdenes; 
d) aclarará que lo expresado en el punto c) no implicará por parte de los peronistas, compromiso alguno con los partidos que elijan para expresar su protesta; 
e) el documento contendrá un párrafo en el que se hará la crítica de la política conservadora, de manera que sea inequívoca que la opción no incluye el Partido Conservador Popular.
Queda aclarado que esta enumeración no limita en forma alguna el derecho del peronismo a fundamentar su posición frente al acto electoral y a reafirmar la línea estratégica del movimiento.
II. De asumir el gobierno el Dr. Arturo Frondizi se compromete a restablecer las conquistas logradas por el pueblo en el orden social, económico y político adoptando entre otras, las siguientes medidas: 
1) Revisión de todas las medidas de carácter económico desde el 16 de setiembre de 1955, o lesivas de la soberanía Nacional y de aquellas que determinaron un empeoramiento de las condiciones de vida del pueblo. Se consideran como de fundamental urgencia el restablecimiento de la reforma bancaria de 1946, la estructuración de una política económica de ocupación plena y amplio estímulo de la producción nacional, la elevación del nivel de vida de las clases populares y el afianzamiento de los regímenes de previsión social 
2) Anulación de las medidas de toda índole adoptadas por el gobierno provisional desde el 16 de setiembre de 1955 con propósito y persecución política. 
3) Levantamiento de las interdicciones y restitución de los bienes a sus legítimos dueños. 
4) Devolución de los bienes de la Fundación Eva Perón. 
5) Levantamiento de las inhabilitaciones gremiales y normalización de los sindicatos y de la Confederación General del Trabajo. Esto se cumplirá en un plazo de ciento veinte (120) días. Las elecciones en los sindicatos serán presididas por interventores nombrados de común acuerdo. 
6) Reconocimiento de la personería del Partido Peronista, devolución de sus bienes y levantamiento de las inhabilitaciones políticas. Tanto la personería como los bienes serán acordados a las autoridades que designe el Gral. Juan D. Perón. 
7) Reemplazo de los miembros de la Suprema Corte de Justicia y eliminación de los magistrados que han participado en actos de persecución política. 
8) En un plazo máximo de dos años se convocará a una Convención Constituyente total de la Constitución, que declarará la caducidad de todas las autoridades y llamará a elecciones generales.
Las medidas consignadas en los puntos 2º, 3º, 4º, 5º, 6º, 7º y 8º se adoptarán dentro de un plazo máximo de noventa (90) días a contar desde la asunción del mando. Queda a cargo del Dr. Arturo Frondizi arbitrar los medios para el cumplimiento de las cláusulas precedentes. Por su parte, el Gral. Juan D. Perón se compromete a interponer sus buenos oficios y su influencia política para lograr el clima pacífico y la colaboración popular, indispensables para poder llevar a cabo los objetivos establecidos en el presente plan.
Suscriben esta Plan Político, además de los titulares, John Willian Cooke y Rogelio Frigerio, en virtud de haber participado en su discusión y elaboración. Los firmantes empeñan sus palabras de honor en el sentido de que hasta el 1º de agosto de 1958 este plan permanecerá en reserva y sólo podría ser divulgado posteriormente por común acuerdo, salvo en caso de incumplimiento por las partes.

Febrero de mil novecientos cincuenta y ocho. PERON- FRONDIZI- COOKE- FRIGERIO

## Posturas historiográficas

### Existencia del pacto

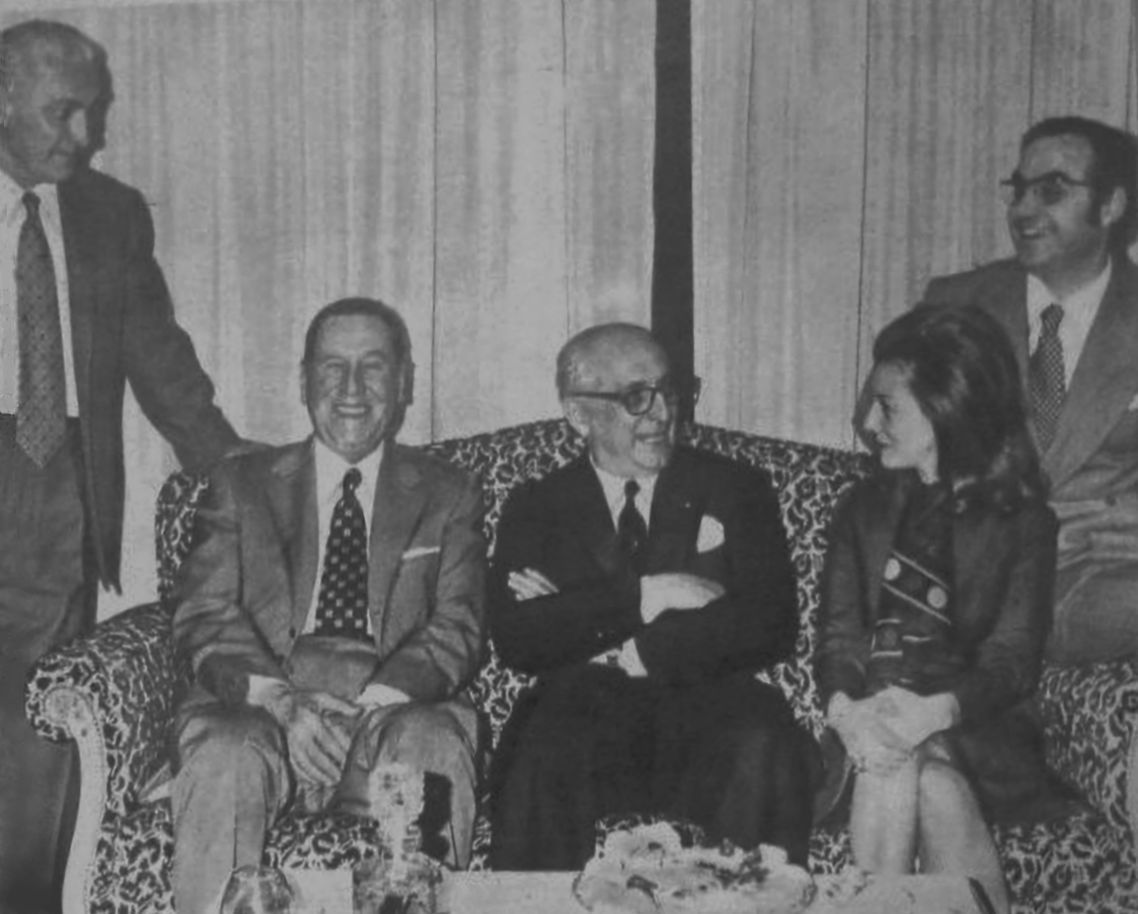
El ex-presidente Arturo Frondizi visita al también ex-presidente Juan Domingo Perón. En la foto, junto a Isabel Perón, la esposa del general, y López Rega, su secretario privado. Revista "Así", número 826, abril de 1972.

- Ramón Prieto, en El pacto (1963), relata detalladamente su actuación como representante de Arturo Frondizi en la realización del pacto.
- Raúl Bustos Fierro en Desde Perón hasta Onganía (1969) dice que el pacto existió y transcribe su texto.[11]
- Haydee Gorostegui de Torres en "La historia reciente: septiembre de 1955 - marzo de 1962" (1976), sostiene que el pacto existió y transcribe el texto completo del mismo.[12]
- Isidro J. Odena, asesor principal de Frondizi, en Libertadores y desarrollistas (1977) afirma que el pacto existió, sin que tuviera una expresión formal pero precisado en una serie de notas tomadas por John William Cooke, y contó con la participación personal de Perón, Cooke y Frigerio.[13]
- Julio Godio en Historia del movimiento obrero argentino (2000) sostiene que el pacto existió, que fue firmado en enero de 1958 y que por el mismo la UCRI se comprometió a "legalizar al peronismo, entregar la CGT a los sindicatos y terminar con las persecuciones".[14]
- Felipe Pigna, en Lo pasado pensado (2005) y Los mitos de la historia argentina 5 (2013), dedica una sección al "Pacto Perón-Frondizi", transcribiendo el texto completo del pacto y los testimonios presenciales de Rogelio Frigerio y Jorge Antonio sobre las tratativas que llevaron a la realización del pacto.[15]
- Ana Virgina Persello en Historia del radicalismo (2007) sostiene que el pacto existió, que fue gestado por Frigerio con Perón y que fue difundido cuando se incumplió por Radio Rivadavia y los principales diarios.[16]
- Alberto Lettieri en La historia argentina en clave nacional, federalista y popular (2013), sostiene que el pacto existió, que fue promovido por Frondizi y concretado por los delegados personales de Frondizi y Perón, que eran Rogelio Frigerio y John W. Cooke, con el compromiso de levantar la proscripción del peronismo, liberar a los presos políticos y "sancionar una ley de asociaciones profesionales que sirviera como matriz para un movimiento obrero organizado y centralizado".[17]
- María Seoane en Bravas: Alicia Eguren de Cooke y Susana Pirí Lugones (2014) afirma que el pacto existió, da precisiones de modo, tiempo y lugar y cita testimonios presenciales de Alicia Eguren, quien participó de la gestión del pacto. Seoane sostiene Frigerio aistió con un poder de Frondizi y que el pacto se realizó por escrito.[18]
- Juan Yofre, en Puerta de Hierro (2015), sostiene que Perón recibió medio millón de dólares por el pacto.[19]

### Inexistencia del pacto
- Enrique Escobar Cello en su libro Arturo Frondizi el mito del pacto con Perón (2009) sostiene que dicho pacto no existió, argumentando que hasta hoy en día no existen copias ni constancias verídicas en donde aparezca la firma de Frondizi.[20][20][21]
- Félix Luna (1994) también ha puesto en duda el pacto por las mismas razones esgrimidas por Cello.[21]
- Albino Gómez en su libro Arturo Frondizi, el último estadista (2006), también cuestiona la existencia del pacto, además, sugiere que el apoyo peronista hacia Frondizi pudo ser producto de la coincidencia de ideas entre Perón y Frondizi sobre las medidas que había que adoptar en el país, cabe destacar que el General era lector de la revista Qué!, dirigida por Rogelio Frigerio.[22]